# Norwegian Air Sweden
Norwegian Air Sweden — найбільша в Швеції бюджетна авіакомпанія, з головним офісом у Стокгольмі. Є дочірньою компанією Norwegian Air Shuttle. Створений 20 листопада 2018 року, він керує Boeing 737 MAX 8s з регулярними рейсами від аеропорту Стокгольм-Арланда. Всі літаки зареєстровані в Швеції.

## Флот
Флот NSE станом на січень 2019 року: